# Joseph Constant
Pour les articles homonymes, voir Constant.
Joseph Constant, né Joseph Constantinovsky le 14 juillet 1892 à Jaffa (alors en Palestine) et mort le 2 octobre 1969 à Paris 15e, est un sculpteur et écrivain français d'origine russe. Son nom de plume est également Michel Matveev.

## Biographie
Joseph Constant a grandi à Odessa en Russie. Dans sa jeunesse, il aide son père lors des mouvements révolutionnaires de 1905. En 1914, il entre à l'Académie des beaux-arts d'Odessa, et pendant la révolution russe de 1917 il est nommé inspecteur des beaux-arts. En 1919, son père et son frère sont tués lors d'un pogrom. La même année, Joseph Constant et sa femme décident de quitter la Russie. Ils partent en Palestine sur le bateau Le Ruslan avec plusieurs autres artistes juifs. À Tel-Aviv, ils fondent un groupe avec Yitzhak Frenkel. Un an plus tard, Joseph Constant voyage en Égypte, Turquie et Roumanie, avant de venir s'installer à Paris en 1923.
Là, il fréquente le milieu artistique de Montparnasse qu'il décrira dans La Cité des peintres. Signant sous le pseudonyme de « Michel Matveev », Constant commence à écrire, directement en français. Son livre premier, publié en 1928, a pour sujet la révolution de 1905. Il pratique également la peinture et la sculpture et expose en 1928 au Salon d'automne des paysages ainsi qu'au Salon des Indépendants (1928-1929).
En 1933, il publie les Traqués, une histoire tragique de Juifs qui voyagent en Europe cherchant une terre d'accueil. En 1936, il est récompensé par le prix des Deux Magots pour Étrange Famille.
Après la Seconde Guerre mondiale, il est de plus en plus reconnu comme sculpteur en France et à l'étranger. Dans les années 1950, il voyage souvent en Israël, où il visite le kibboutz de Ein Harod. En 1962, le maire de Ramat Gan invite Constant à faire un séjour dans le quartier artistique de la ville. Dès lors, Constant partage son temps entre son atelier à Paris et celui de Ramat Gan. L'atelier à Ramat Gan est devenu un musée après sa mort. En 1959, il écrit son dernier roman Ailleurs, autrefois, qui évoque une enfance et une jeunesse en Ukraine.

## Œuvre

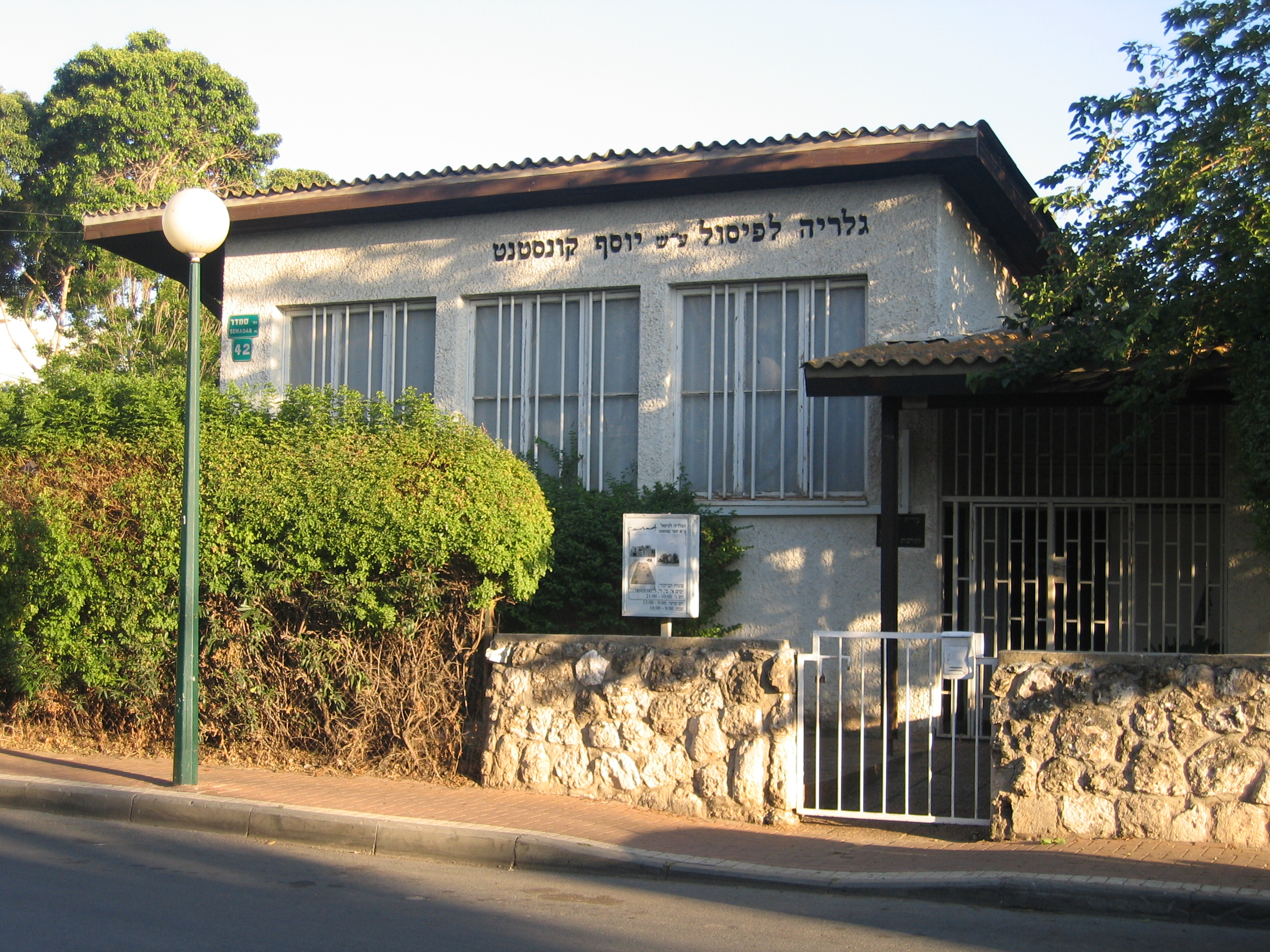
Maison de Joseph Constant à Ramat Gan en Israël.

### Œuvre littéraire
• 1930 : Les hommes du 1905 russe, Les Revues
- 1933 : Les Traqués, éditions Gallimard
- 1936 : Étrange Famille, éditions Gallimard – Prix des Deux Magots
- 1947 : La Cité des peintres, éditions Atlas
- 1959 : Ailleurs autrefois, éditions Gallimard

### Œuvre plastique
- 1963 : Les Chèvres, sculpture en bronze, La Courneuve